# 若宮八幡宮 (韮崎市)
若宮八幡宮（わかみやはちまんぐう）は、山梨県韮崎市にある神社である。

## 歴史
韮崎市（旧河原部村）の産神で、1585年（天正13年）の古記録（棟札）によると、仁和年間（885年～889年）の創建と伝えられる。もとは七里岩の上に鎮座されていたが、1583年（天正11年）7月20日に暴風雨による山崩れがあり社殿が倒壊したため、翌々年の10月、現在地に再建された。当時、武田家が亡び徳川家が入国し、武田家の例にならって社領の安堵はなされたものの、国内はまだ混乱していたため、再建が遅れたといわれている。
その後1533年（天文2年）、1664年（寛文4年）、1686年（貞享3年）、1817年（文化14年）、1871年（明治4年）に社殿が改築され、舞殿は1695年（元禄8年）に再興されているが、現在の本殿は1908年（明治41年）、拝殿は1937年（昭和12年）、神楽殿は1981年（昭和56年）の再建である。
1193年（建久4年）に、市杵島姫命、湍津姫命、田心姫命の三女神を鎌倉より勧請した。現在この三女神は、毎年酷い洪水に悩まされていた村民が安全を祈るために、下宿舟山の丘に姫宮神社として祀られるようになった。

## 祭神
- 大鷦鷯命

## 摂末社

### 末社
- 金刀比羅神社
- 正一位稲荷大明神・天神宮（石祠）

## 文化財

### 韮崎市指定文化財
- 若宮八幡宮棟札 - 1985年（昭和60年）2月1日指定